# Callitrichidae
I Callitricidi (Callitrichinae Thomas, 1902) sono una delle cinque famiglie di scimmie platirrine attualmente accettate dagli zoologi.
Ad essa vengono ascritte tutte le specie di uistitì, tamarini e leontocebi: si tratta di animali di piccola taglia (a questa famiglia sono ascritte tutte le specie di scimmie propriamente dette più piccole del mondo), di abitudini arboree e dalla dieta insettivora, anche se spesso molte specie integrano la dieta con resina e linfa. In particolare Callithrix jacchus e Callithrix pygmaea sono considerabili resinivori obbligati.

## Biologia
Vivono in gruppetti familiari comprendenti 5-6 individui che si nutrono e si muovono in un territorio ben definito e difeso. I primi studi sul campo, supportati da ricerche su esemplari in cattività, portarono gli studiosi a credere che i gruppi comprendessero invariabilmente una coppia dominante coi propri cuccioli di vari parti che rimanevano coi genitori: altri studi in natura, effettuati su Saguinus fuscicollis, hanno invece dimostrato che nei gruppi possono essere presenti più maschi, che possono tutti accoppiarsi con la femmina ed in ogni caso contribuiscono in egual misura alla cura dei cuccioli. Si pensa che questo sistema tendente alla poliandria sia tipico di tutta la sottofamiglia, ma mancano tuttavia ulteriori studi che lo confermino.

Sono, fra i primati, gli unici che si riproducono dando alla luce perlopiù gemelli (nell'80% dei casi): i cuccioli vengono curati principalmente dal maschio, che li consegna alla femmina solo per la poppata. I primi istituti che riuscirono a riprodurre con successo questi animali, non sapendo di questo particolare comportamento, separarono quella che credevano la femmina (ossia l'esemplare che portava i cuccioli) da quello ritenuto il maschio, temendo che potesse fare del male ai piccoli, che inevitabilmente morirono d'inedia, non potendo essere allattati.

## Evoluzione
A causa delle piccole dimensioni e delle interazioni sociali piuttosto semplici, sono da sempre stati considerati una linea primitiva di scimmie del Nuovo Mondo, dalla quale hanno in seguito avuto origine le altre famiglie: Susan Ford ha invece proposto l'ipotesi (supportata da alcune prove piuttosto convincenti) che si tratti invece di animali evolutisi a partire da una specie di cebide di dimensioni medie, che con l'evoluzione ha sviluppato una taglia via via minore per sfruttare nicchie lasciate vuote e diminuire la competizione per il cibo. Ancora, i callitricidi potrebbero essere un esempio di nanismo insulare, in quanto la maggior parte delle specie si trova in areali ristretti, limitati da barriere fisiche come fiumi o catene montuose.

## Tassonomia
Talvolta considerati una sottofamiglia dei Cebini, oggi vengono considerati perlopiù come una famiglia a sé stante.
- Genere Callimico
  - Callimico goeldii - tamarino saltatore

- Genere Callithrix
  - Callithrix aurita - uistitì dalle orecchie bianche
  - Callithrix flaviceps - uistitì dalla testa gialla
  - Callithrix geoffroyi - uistitì di Geoffroy
  - Callithrix jacchus - uistitì dai pennacchi bianchi
  - Callithrix kuhlii - uistitì di Wied
  - Callithrix penicillata - uistitì dai pennacchi neri

- Genere Cebuella
  - Callithrix niveiventris - uistitì pigmeo meridionale
  - Callithrix pygmaea - uistitì pigmeo settentrionale

- Genere Leontopithecus
  - Leontopithecus caissara - leontocebo dalla testa nera
  - Leontopithecus chrysomelas - leontocebo dalla testa dorata
  - Leontopithecus chrysopygus - leontocebo dalla groppa rossa
  - Leontopithecus rosalia - leontocebo rosalia

- Genere Mico
  - Mico acariensis - uistitì del Rio Acari
  - Mico argentatus - uistitì argentato
  - Mico chrysoleucus - uistitì bianco-oro
  - Mico emiliae - uistitì di Emilia
  - Mico humeralifer - uistitì dalle spalle bianche
  - Mico intermedius - uistitì di Hershkovitz
  - Mico leucippe - uistitì bianco
  - Mico marcai - uistitì di Marca
  - Mico mauesi - uistitì di Maués
  - Mico melanurus - uistitì dalla coda nera
  - Mico munduruku - uistitì munduruku
  - Mico nigriceps - uistitì testanera
  - Mico rondoni - uistitì della Rondonia
  - Mico saterei - uistitì di Satéré
  - Mico schneideri - uistitì di Schneider

- Genere Saguinus
  - Saguinus bicolor - tamarino calvo
  - Saguinus cruzlimai - tamarino di Cruz Lima
  - Saguinus fuscicollis - tamarino dal dorso bruno
  - Saguinus fuscus - tamarino dal dorso bruno scuro
  - Saguinus geoffroyi - tamarino di Geoffroy
  - Saguinus illigeri - tamarino di Illiger
  - Saguinus imperator - tamarino imperatore
  - Saguinus inustus - tamarino dalla faccia chiazzata
  - Saguinus kulina - tamarino di Kulinas
  - Saguinus labiatus - tamarino dal ventre rosso
  - Saguinus lagonotus - tamarino dal mantello rosso
  - Saguinus leucogenys - tamarino dal dorso bruno delle Ande
  - Saguinus leucopus - tamarino dai piedi bianchi
  - Saguinus martinsi - tamarino di Martins
  - Saguinus midas - tamarino dalle mani rosse
  - Saguinus mystax - tamarino dai mustacchi
  - Saguinus niger - tamarino nero
  - Saguinus nigricollis - tamarino dal dorso nero
  - Saguinus nigrifrons - tamarino dalla fronte nera
  - Saguinus oedipus - tamarino edipo
  - Saguinus pileatus - tamarino testarossa
  - Saguinus subgrisescens - tamarino edipo
  - Saguinus tripartitus - tamarino dal mantello dorato
  - Saguinus ursula - tamarino di Orsola
  - Saguinus weddelli - tamarino di Weddell